# Mistrzostwa Polski w kolarstwie przełajowym 1928
Mistrzostwa Polski w kolarstwie przełajowym 1928 odbyły się w Warszawie.
Był to kolejny wyścig kolarski na przełaj (tzw. cross) o Puchar „Rzeczypospolitej” oraz zarazem pierwsza edycja mistrzostw Polski w kolarstwie przełajowym.
Trasa mierzyła niemal 25 km. Startowało 17 kolarzy. W pierwszej dziesiątce uplasowało się 6 zawodników Amatorskiego Klubu Sportowego Warszawa. Triumfator Jan Głowacki, który po raz trzeci wygrał bieg o „Puchar Rzeczypospolitej”, otrzymał trofeum na własność.

## Wyniki
- Jan Głowacki (AKS Warszawa)[3], czas 56:08.6[1]
- Eugeniusz Michalak (Legia Warszawa), strata 59:43.6[1]
- Zygmunt Wisznicki (AKS Warszawa)